# Eleutherococcus sessiliflorus
Eleutherococcus sessiliflorus là một loài thực vật có hoa trong Họ Cuồng cuồng. Loài này được (Rupr. & Maxim.) S.Y.Hu mô tả khoa học đầu tiên năm 1980.